# San Pedro de Macorís (prowincja)
San Pedro de Macorís – jedna z 32 prowincji Dominikany. Stolicą prowincji jest miasto San Pedro de Macorís.

## Opis
Prowincja położona na południu Dominikany nad Morzem Karaibskim, zajmuje powierzchnię 1 254 km² i liczy 290 458 mieszkańców 1 grudnia 2010. Graniczy z prowincjami na północy Monte Plata, Hato Mayor i El Seibo, na wschodzie La Romana i na zachodzie Santo Domingo.

## Gminy
| Lp.     | Gmina                               | Liczba ludności (2010) | Powierzchnia (km²) |
| ------- | ----------------------------------- | ---------------------- | ------------------ |
| 1       | Consuelo                            | 30 051                 | 132                |
| 2       | Guayacanes                          | 14 592                 | 136                |
| 3       | Los Llanos (San José de los Llanos) | 22 573                 | 440                |
| 4       | Quisqueya                           | 19 034                 | 150                |
| 5       | Ramón Santana                       | 8 901                  | 251                |
| 6       | San Pedro de Macorís                | 195 307                | 147                |
| Łącznie |                                     | 290 458                | 1 254              |